# کوکابورا اسپورتس

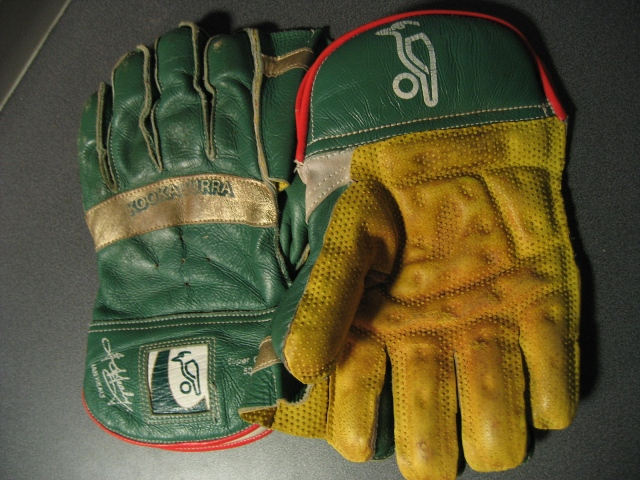
دست‌کش کریکت، محصولی از شرکت کوکابورا اسپورتس

کوکابورا اسپورتس (انگلیسی: Kookaburra Sport) شرکت تجهیزات ورزشی استرالیایی است، که در سال ۱۸۹۰ توسط آلفرد گریس تامپسون تأسیس شد.